# Яценко Михайло Ігорович
Миха́йло І́горович Яце́нко (21 квітня 192, с.Малі Єрчики, Сквирський район, Київська область, Україна) — капітан Збройних сил України.

## Життєпис
2006 року вступив до Київського військового ліцею імені Івана Богуна. Згодом закінчив навчання в Академії сухопутних військ (2013). Лейтенантом скерований до першої аеромобільної десантної роти 1-го аеромобільного десантного батальйону 95-ї окремої аеромобільної бригади.
У березні 2014 року підрозділ десантувався на Чонгарському перешийку — для відбиття можливого нападу російських військ. Після того отримано наказ взяти під контроль газорозподільну станцію на Арабатській стрілці.
Після загострення проросійських збройних виступів підрозділ вертольотами перекинули під Добропілля, а потім у Краматорськ для оборони аеродрому. Опісля підрозділ отримав завдання розбити добре укріплений блокпост терористів — Семенівкою, насправді це виявився табір підготовки російських найманців, де був пристріляний кожний метр.
Тримали оборону на першому блокпосту біля селища Мирне поблизу Слов'янська — на нього терористами вночі з 26 на 27 червня було здійснено першу за весь час російсько-української війни танкову атаку. Ще був відчайдушний рейд на 32-й блокпост, який оточили терористи. За вміле керівництво у цьому бою достроково отримав звання старшого лейтенанта.
У Слов'янську зустрів свою суджену, з якою побралися у листопаді 2014 року.

## Нагороди
31 жовтня 2014 року за особисту мужність і героїзм, виявлені у захисті державного суверенітету та територіальної цілісності України, вірність військовій присязі під час російсько-української війни, відзначений — нагороджений орденом Богдана Хмельницького III ступеня.